# عبئ مزدوج

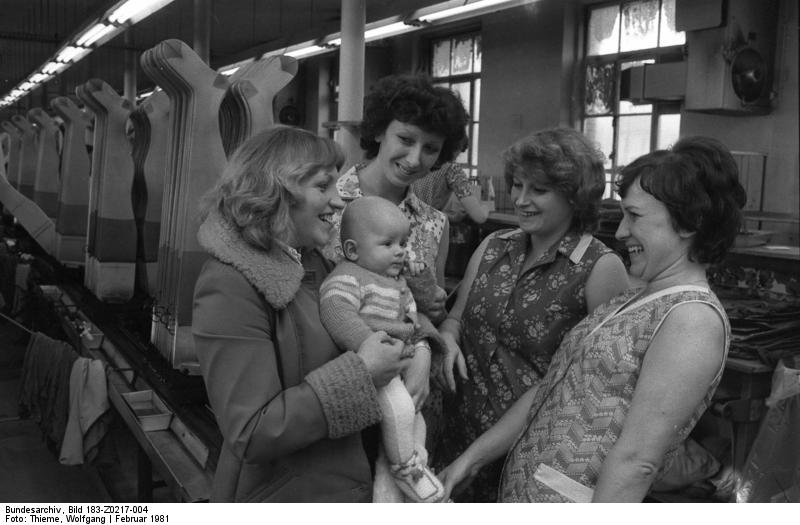

العبء المزدوج (يُسمى أيضًا اليوم المزدوج أو نوبة العمل الثانية أو الخدمة المزدوجة) هو عبء العمل على الأشخاص الذين يعملون لكسب المال في حين أنهم مسؤولون أيضًا عن مقدار كبير من العمل المنزلي غير المأجور. تُعرف هذه الظاهرة باسم نوبة العمل الثانية كما ذكرتها أرلي هشايلد في كتابها الذي يحمل نفس الاسم. في العلاقات التي يملك فيها الشريكان وظيفة مدفوعة الأجر، حيث غالباً ما تقضي النساء وقتًاً أطول بكثير من الرجال في الأعمال المنزلية والرعاية كتربية الأطفال أو رعاية المرضى من أفراد الأسرة. لعبت الأدوار التقليدية للجنسين التي قبلها المجتمع بمرور الزمن دورًا كبيرًا في الوصول لهذه النتيجة. هذا بالإضافة لقيود سوق العمل التي ساهمت في تحديد الطرف الذي يقوم بمعظم الأعمال غير مدفوعة الأجر.
بُذِلَت جهود لتوثيق آثار العبء المزدوج على الأزواج الذين يعيشون في مثل هذه الظروف. وقد تتبعت العديد من الدراسات آثار تقسيم العمل حسب الجنس وكان هناك فرق واضح بين الوقت الذي يساهم فيه الرجال والنساء في العمل غير المأجور في معظم الحالات.

## أعباء العمل غير المتكافئة حول العالم

### ما قبل الحرب العالمية الثانية
ميز النموذج التقليدي لكون الذكر هو المعيل والأنثى هي ربة المنزل توظيف الإناث قبل الحرب العالمية الثانية. في مطلع القرن العشرين في الولايات المتحدة القارية، أفادت 18% فقط من النساء فوق سن 15 بحصولهن على وظائف غير متعلقة بالزراعة. كانت هؤلاء النساء عادةً عازبات من العرق الأبيض ومن المواطنين الأصليين المولودين بالولايات المتحدة. في المقابل، كانت النساء المتزوجات في القوى العاملة غير الزراعية «في الغالب من السود أو المهاجرين وفقراء للغاية». عادةً ما كانت تغادر الأمهات العاملات القوة العاملة بمجرد أن يكبر أطفالهن في السن بما يكفي لكسب المال.
بدا تدفق الفرص المهنية في أوائل العشرينيات كما في «الكافيتريات وحضانات الأطفال والمغاسل وغيرها من المرافق، بدا أنه أطلق النساء من الأعمال المنزلية ومنحهم الحرية للمشاركة الكاملة في مجال الإنتاج».
هزت هجرة النساء إلى القوى العاملة الأيديولوجية التقليدية للأدوار الجنسانية، والأهم من ذلك أنها كانت بمثابة العامل المحفز الذي أدى إلى جعل العبء المزدوج ملحوظًا. شجعت النساء في ثلاثينيات القرن الماضي على الوفاء بما أسماه ستالين «الواجب العظيم والمشرف الذي أوكلته الطبيعة إليهن». تجلت في الاتحاد السوفيتي «عبادة للأمومة برعاية رسمية مدعومة بقانون مكافحة الإجهاض» رافقها «انخفاض مستويات المعيشة». أدى الاثنان معًا إلى زيادة الطلب على العمال في الصناعة بشكل هائل ما ترتب عليه دخول النساء في القوى العاملة الصناعية بأعداد غير مسبوقة، وهكذا وجدت النساء الحضريات أنفسهن يعانين من «العبء المزدوج» (المعروف أيضًا بنوبة العمل المزدوجة) نتيجة العمل من أجل الأجر خارج المنزل وتحمّل عبء الجزء الأكبر من العمل غير المأجور داخل المنزل.
عادةً ما يُنظر للحرب العالمية الثانية كعامل محفز أدى لزيادة عمالة الإناث بشكل كبير ولعل أفضل إثبات لذلك هو دعاية روزي المبرشمة لامرأة عاملة فعالة وطنية. زادت الحرب العالمية الثانية من الطلب على عمل الإناث من أجل تعويض النقص الحادث نتيجة «حشد 16 مليون رجل للخدمة في القوات المسلحة». على الرغم من حصول عدد كبير من النساء على وظائف في مصانع الحرب إلا أن الأغلبية من الوظائف التي تم شغلها كانت في قطاع الخدمات. هذا أدى إلى تغيير في التوقعات المبنية على حسب الجنس في تلك الفترة وأيضًا إلى إعادة تعيين الأدوار واختبارها من أجل العقود القادمة.

#### ما بعد الحرب العالمية الثانية
تميزت فترة ما بعد الحرب العالمية الثانية بمستويات عالية نسبياً من المشاركة النسائية في القوى العاملة، لا سيما في البلدان الصناعية. تمكنت فكرة وجود الطبقة العاملة من الإناث من أن تتأصل وتستقر لتصبح طبيعيةً على الرغم من أن نسبة كبيرة من النساء تركت القوى العاملة مباشرة بعد انتهاء الحرب العالمية الثانية. في عام 2001، كان 47% من العمال الأمريكيين من النساء، و61% من النساء فوق سن 15 كانوا من ضمن القوى العاملة. ساهمت عدة عوامل في نمو مشاركة النساء في القوى العاملة كالحصول على المزيد من الفرص التعليمية وإمكانية الزواج والإنجاب في فترة متأخرة من العمر، هذا إلى جانب زيادة الطلب على عملهن.
تتطور فكرة العبء المزدوج مع العصر الخاص بكلا الجنسين وأدوارهما الجديدة فيه. أحيانًا يُتوقع من المرأة أن تأخذ دور المعيل ومقدم الرعاية، ولكن مع انضمام نساء أكثر للقوى العاملة يبدو أن أيديولوجية «الاستقلال» تصبح نافذة المفعول لتجبر بعض النساء على الاختيار بين مهنتها وأسرتها. قد يختار البعض أحدهما دون الآخر وقد يختار البعض تحمل عبء أسلوبي الحياة كليهما. «يميل بعض الرجال العصريين إلى الإيمان بمبدأ التقسيم المتساوي للعمل المنزلي، ولكن عادةَ ما يفشلون في الارتقاء لمستوى هذا المبدأ». يخلق النزاع المستمر فيما يتعلق بوقت المرء وأين يمكن إمضاؤه وأين يجب إمضاؤه وكيف سينتهى الأمر بالاضطرار لإمضائه في شيء آخر تمامًا، يخلق عقبة جديدة أصعب في التجاوز من سابقاتها. توضح لنا العصور الحديثة المعضلة التي يواجهها العديد من الأزواج ذوي الدخل المزدوج عند محاولة التوفيق بين العمل المنزلي غير المأجور والأعمال مدفوعة الأجر. في مجتمعنا اليوم، يمثل العبء الناتج عن محاولة جمع كلا الأيديولوجيتين وضمهما إرهاقًا شديدًا على كلا الجنسين.

### أمريكا الجنوبية
تضاءلت فائدة العمال غير الماهرين نتيجة العولمة خلال الثلاثين عامًا الماضية، ما أدى إلى ازدهار الاقتصاد غير الرسمي. تميزت أمريكا اللاتينية بتضاؤل التوتر المتعلق بمشكلة العمل المنزلي داخل الأسر نتيجة توافر عدد كبير من العمال المتخصصين في المساعدة في الأعمال المنزلية وعليه انخفضت تكلفة هذه الأنواع من الخدمات.
أما بالنسبة لوقتنا الحالي، يعمل حوالي نصف عدد المواطنين العاملين في القطاع غير الرسمي ما تسبب في «بطالة وعمالة جزئية وإقصاء اجتماعي». ونتج عن ذلك تأخير هائل من قبل الحكومات لتوفير الرفاهية الاجتماعية من أجل رعاية الأطفال وكبار السن، هذا لأن الضغط لتقديم المساعدات للأسر العاملة أصبح ضئيلًا للغاية. علاوة على هذا كان عدد كبير من عمال المنازل (كثير منهم نساء) يغادرون بلادهم للعمل في القطاع غير الرسمي في البلاد الشمالية للحصول على رواتب أعلى من أجل عائلاتهم، الشيء الذي ساهم بدوره في زيادة تأخير الضغط على الحكومات لمساعدة الأسر العاملة. على الرغم من كل ذلك، تغير الأمر مع بداية الألفية الثانية نتيجة تدفق الوظائف مدفوعة الأجر للنساء ما أدى لحدوث نقص في عدد الأشخاص المتاحين للقيام بالأعمال المنزلية.
كانت لزيادة فرص عمل المرأة فوائد في حدوث تغييرات في السياسات الخاصة بالأسر ذوي الآباء العاملين، ولكن كانت هناك جدالات حول الظروف الخاصة بأماكن العمل. في المكسيك مثلًا، غالبًا ما كانت تُستغل القوى العاملة النسائية عن طريق وضعها في ظروف عمل غير آمنة، كان هذا في الوقت الذي تدفقت فيه صناعات الماكيلادورا حيث تتم صناعة منتجات تُباع في الدول المتقدمة. أصبح الضغط العصبي تحت هذه الظروف سببًا رئيسيًا في إصابة تلك النساء بالعديد من الأمراض.
كانت هناك مشكلة أخرى متنامية وهي زيادة استخدام برامج التحويلات النقدية المشروطة في أمريكا اللاتينية كبرنامج أبورتونيدادس في المكسيك. كان هذا البرنامج في الأصل يهدف إلى منح الأسر الفقيرة زيادة في الدخل، ولكن ما حدث هو أن الشروط أدت لحدوث فقر مؤقت للأفراد المسؤولين عن الوفاء بها والذين كانوا في الغالب نساء الأسرة. زاد هذا من عدم المساواة في عبء العمل داخل الأسرة.